# Santa Giustina in Colle
Santa Giustina in Colle (Santa Justina in veneto) è un comune italiano di 7 148 abitanti della provincia di Padova in Veneto.

## Origini del nome
Il toponimo compare per la prima volta in un documento del 1188 nella forma Sancta Iustina in Collo. È chiaramente un'allusione alla pieve del paese, intitolata a santa Giustina di Padova ed edificata in corrispondenza di un terrapieno che forse in precedenza ospitava una fortificazione.
Esistono anche delle ipotesi alternative che godono però di minor credito: da collo nel senso di "pacco, involto di merce", richiamando a una dogana; da incolae "agricoltori", per cui con Sanctae Justinae incolae si intendevano "gli agricoltori di Santa Giustina"; da un'errata trascrizione di Sancta Justina in coelo "Santa Giustina in cielo", allusione alla resurrezione della patrona.

## Storia
Benché il toponimo rimandi all'era cristiana, è chiaro che il territorio fosse abitato già da prima. I segni più evidenti dell'epoca romana sono i resti della centuriazione, il cosiddetto graticolato romano, che andò ad organizzare l'area nordorientale del territorio di Padova, città alla quale Santa Giustina in Colle restò legata anche nei secoli successivi.
Dopo la caduta dell'Impero Romano e le invasioni barbariche, Tergola — come era anticamente noto il paese, nome rimasto al corso d'acqua che lo attraversa — assunse importanza sia per la presenza di un castello di cui fu feudataria l'omonima famiglia, sia come sede di pieve. Tuttavia, già nel 1138 essa era retrocessa a filiale della pieve di San Giorgio delle Pertiche. Sin dal 1223, inoltre, risulta sede di un comune.
Al termine del secondo conflitto mondiale, durante la ritirata delle forze di occupazione tedesca, il comune soffrì il massacro di ventiquattro suoi abitanti ed è stato per questo premiato con la medaglia d'argento al merito civile.

### Simboli
Lo stemma e il gonfalone sono stati concessi con decreto del presidente della Repubblica del 27 ottobre 1983.
Le fasce ondate rappresentano i fiumi Tergola e Vandura che lambiscono rispettivamente i centri di Santa Giustina in Colle e della frazione Fratte. La torre diroccata ricorda il castello medioevale andato distrutto durante le calate dei barbari.
Il gonfalone è un drappo partito di bianco e di rosso.

## Monumenti e luoghi di interesse
- Parrocchiale. La chiesa di Santa Giustina fu costruita all'inizio del XX secolo e consacrata nel 1907[11].

## Società

### Evoluzione demografica
Abitanti censiti

## Infrastrutture e trasporti

### Ferrovie
Santa Giustina in Colle ha una propria stazione ferroviaria che si trova nella frazione di Fratte.

### Ciclovia Ostiglia
Santa Giustina in Colle è uno dei comuni per il quale passa la pista ciclabile Ostiglia. Questo percorso, che attualmente copre la tratta Treviso-Campodoro per un totale di 44 km, ripercorre il tragitto ferroviario della linea che durante la seconda guerra mondiale funse da collegamento strategico militare tra Treviso ed Ostiglia. Tra gli anni 1944 e 1945 a seguito dei bombardamenti aerei fu dismessa e dal 2012 è stata riconvertita a percorso ciclabile.

## Amministrazione

### Sindaci dal 1946
| Nominativo                                           | Nominativo                                        | Partito / Coalizione                              | Periodo                                           | Elezione                                          |
| Sindaci eletti dal Consiglio comunale (1946-1995)    | Sindaci eletti dal Consiglio comunale (1946-1995) | Sindaci eletti dal Consiglio comunale (1946-1995) | Sindaci eletti dal Consiglio comunale (1946-1995) | Sindaci eletti dal Consiglio comunale (1946-1995) |
| ---------------------------------------------------- | ------------------------------------------------- | ------------------------------------------------- | ------------------------------------------------- | ------------------------------------------------- |
|                                                      | Giuseppe Ruffato                                  | Democrazia Cristiana                              | 1946-1951                                         | 1946                                              |
|                                                      | Raffaele Pierobon                                 | Democrazia Cristiana                              | 1951-1953                                         | 1951                                              |
|                                                      | Carlo Casarin                                     | Democrazia Cristiana                              | 1953-1956                                         | (1951)                                            |
|                                                      | Claudio Marconato                                 | Democrazia Cristiana                              | 1956-1960                                         | 1956                                              |
|                                                      | Luigi Maragno                                     | Democrazia Cristiana                              | 1960-1964                                         | 1960                                              |
|                                                      | Galileo Beghin                                    | Democrazia Cristiana                              | 1964-1970                                         | 1964                                              |
|                                                      | Luigi Verzotto                                    | Democrazia Cristiana                              | 1970-1980                                         | 1970                                              |
| 1975                                                 | Luigi Verzotto                                    | Democrazia Cristiana                              | 1970-1980                                         |                                                   |
|                                                      | Pierluigi Gambarotto                              | Democrazia Cristiana                              | 1980-1985                                         | 1980                                              |
|                                                      | Vittorio Casarin                                  | Democrazia Cristiana                              | 1985-1995                                         | 1985                                              |
| 1990                                                 | Vittorio Casarin                                  | Democrazia Cristiana                              | 1985-1995                                         |                                                   |
|                                                      | Clodovaldo Ruffato                                | Democrazia Cristiana                              | 1995                                              | (1990)                                            |
| Sindaci eletti direttamente dai cittadini (dal 1995) |                                                   |                                                   |                                                   |                                                   |
|                                                      | Francesco Ballan                                  | Centro-destra                                     | 1995-2004                                         | 1995                                              |
| 1999                                                 | Francesco Ballan                                  | Centro-destra                                     | 1995-2004                                         |                                                   |
|                                                      | Federico Zanchin                                  | Centro-destra                                     | 2004-2014                                         | 2004                                              |
|                                                      | Federico Zanchin                                  | Grande coalizione                                 | 2004-2014                                         | 2009                                              |
|                                                      | Paolo Gallo                                       | Centro-destra                                     | 2014-2019                                         | 2014                                              |
|                                                      | Moreno Giacomazzi                                 | Lega - LV                                         | 2019-in carica                                    | 2019                                              |
|                                                      | Moreno Giacomazzi                                 | Centro-destra                                     | 2019-in carica                                    | 2024                                              |